# مديرية حماية الدولة والمخابرات
مديرية حماية الدولة والمخابرات (بالألمانية: Direktion für Staatsschutz und Nachrichtendienst) التابعة لوزارة الداخلية هي المؤسسة التي خلفت المكتب الاتحادي لحماية الدستور ومكافحة الإرهاب في النمسا. تختص بمهام التحقيق ومنع الجرائم وتوحد قطاعات أمن الدولة والمخابرات تحت إدارة واحدة.
أصبح عمر حجاوي برخنر المدير الأول لهذه الهيئة، وتقلد المنصب في 1 ديسمبر 2021. ونائبه هو ديفيد بلوم الذي كان من مسؤولي المكتب الاتحادي لحماية الدستور (حتى عام 2023).

## استشهادات
1. ↑  "النمسا تعين مواطنا من أصول أردنية مديرا للأمن القومي والاستخبارات". آر تي. 16 سبتمبر 2021. مؤرشف من الأصل في 2021-09-17. اطلع عليه بتاريخ 2021-12-02.